# Wilhelm Schuchmann
Fimmo Wilhelm Schuchmann (* 22. Juni 1858 in Neuharlingersiel; † 5. April 1943 in Bremerhaven) war ein deutscher Reeder.

## Biografie

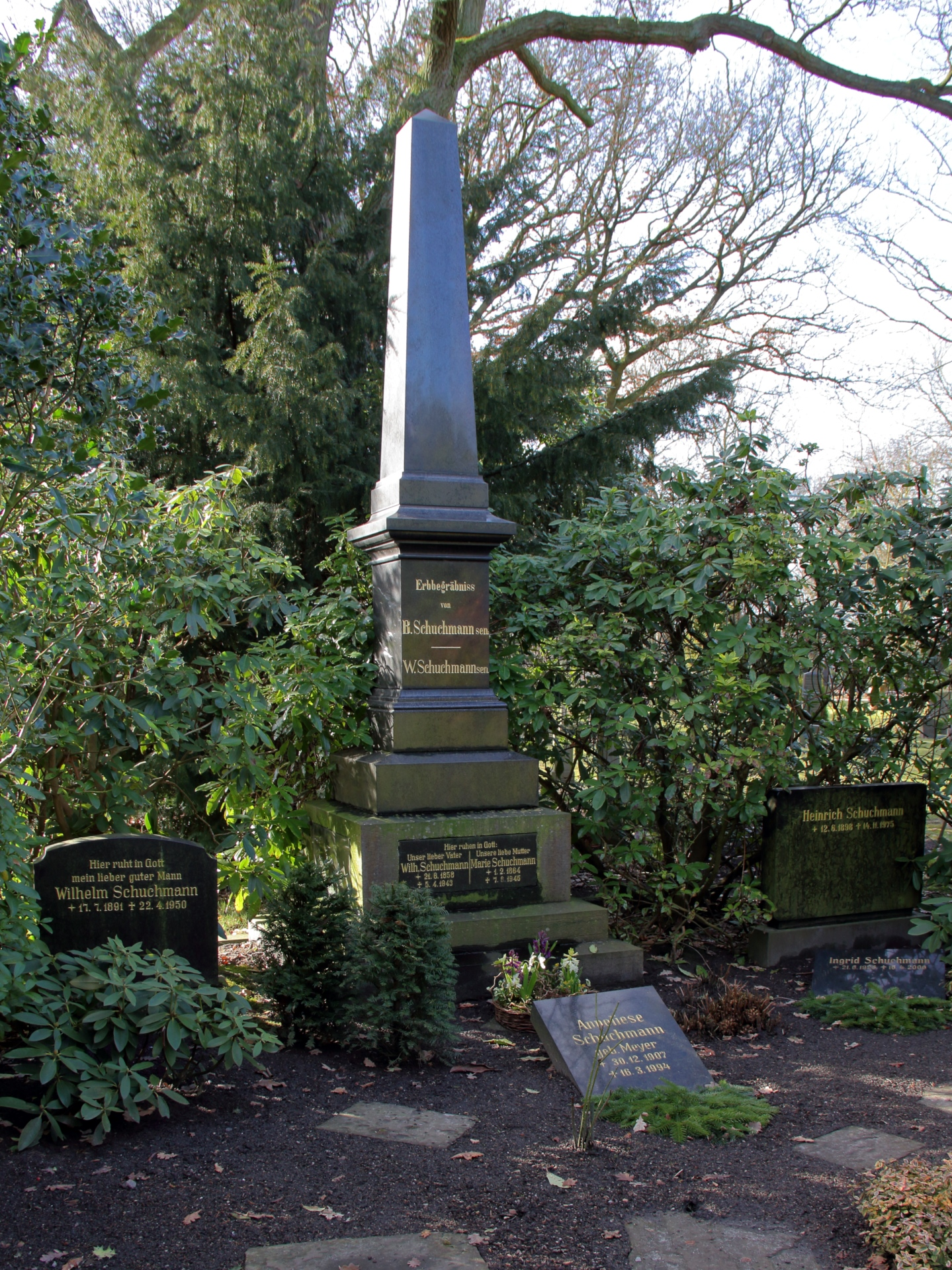
Grabstätte der Familie Schuchmann auf dem Bremerhavener Friedhof in Wulsdorf

Wilhelm Schuchmann wurde als Sohn des ostfriesischen Schuhmachermeisters Behrend-Janssen Schuchmann und dessen Ehefrau Gretke Maria Cornelia, geborene Fimmen, geboren. Er lernte bei seinem Onkel mütterlicherseits Onno Janssen Fimmen, Schiffsausrüster in Geestemünde, und arbeitete bei verschiedenen Schiffsmaklern. 1884 gründete er seine Schiffsmaklerei und Ausrüstungsbetrieb in Geestemünde und erweiterte den Betrieb bald auch zu einer Reederei. Er hielt Anteile an anderen Reedereien und charterte Schiffe. Er erwarb um die Jahrhundertwende eigene Segelschiffe, die unter anderem Holz, Pflastersteine und Blockeis aus Schweden, Norwegen und Finnland und Kohle aus Schottland  transportierten. 1913 wurde das erste Dampfschiff erworben. 1914 wurden 12 Segelfrachter in der europäischen Trampfahrt bei ihm eingesetzt. 1924 ließ Schuchmann seinen ersten Bergungsschlepper, die Seefalke bauen. 
Nach dem Ersten Weltkrieg stellte die Reederei die Flotte auf Dampfer um. 1924 war Schuchmann Mitglied des Plenums der Handelskammer Geestemünde. 1926 verlegte er seine Zentrale von Geestemünde nach Bremerhaven. 1926 erwarb er den Hauptteil der Aktien der 1866 von mehreren Reedern in Hamburg gegründeten Bugsier-, Reederei- und Bergungsgesellschaft, zu der auch der Nordische Bergungsverein (NBV) gehörte. Der unternehmerische Schwerpunkt verlagerte sich nun auf das Bugsier-, Schlepper- und Bergungsgeschäft. 
1926 schied Schuchmann formal aus und sein Sohn Behrend führte die Reederei in Hamburg. Nur ein Zweigbetrieb verblieb in Bremerhaven, den die Söhne Hermann (1890–1980) und Heinrich (1898–1974) leiteten. 1938 besaß das Unternehmen 48 Frachter und 21 Bergungsfahrzeuge. Später leiteten die Schuchmann-Erben Jan-Wilhelm und Gerd Schuchmann das Unternehmen in Hamburg, das 2004 mit der Bugsier-Reederei verschmolzen wurde. Auf Gerd Schuchmann folgte Hajo Schuchmann.
Wilhelm Schuchmann wurde auf dem Bremerhavener Friedhof in Wulsdorf beigesetzt.
Das Haus Schuchmann in Geestemünde von 1922, nach Plänen von Heinrich Jäger, steht unter Denkmalschutz.